# Skazi
Skazi — музыкальная группа из Израиля, исполняющая музыку в стиле психоделический транс. Основана в 1998 году музыкантами Asher Swissa и Assaf Bivas.

## История
До начала работы над проектом Skazi участники имели опыт игры в командах, исполнявших хардкор и панк, что оказало влияние на стиль музыки: отличительной особенностью звучания Skazi являются сочетания тяжёлых гитарных риффов и электронного бита, а также других элементов этих стилей. В период между 2001 и 2004 участники Skazi выпустили четыре компиляции (Zoo1, Zoo2, Zoo3 и Most Wanted), на которых представлены ремиксы на их композиции, а также совместные работы с другими музыкантами.
В 2012 году группа выпускает свой четвёртый студийный альбом My Way, в России пластинка вышла на лейбле RDS Records. 15 сентября в клубе Arena Moscow состоялась российская презентация альбома.

## Дискография
- Animal (Shaffel Records, 2000)
- Zoo1 (Октябрь 2001)
- Storm (Shaffel Records, 2002)
- Zoo2 (Январь 2003)
- Zoo3 (Январь 2004)
- Animal in Storm (Специальное издание)
- Most Wanted (Январь 2006)
- Total Anarchy (29 Июня 2006)
- Zoo4 (2009)
- My Way (RDS Records) (2012)
- Spin (2015)